# レイン・イン・ブラッド
『レイン・イン・ブラッド』 (Reign in Blood) は、アメリカのスラッシュメタルバンド・スレイヤーが1986年にリリースした3枚目のアルバム。

## 内容
邦題は「血の王朝」。曲の構成は全体的に速く、特に3曲目「ネクロフォビック - NECROPHOBIC - 」のBPMは240程に達している。10曲収録されているにもかかわらず、全部で29分4秒（再発盤にはボーナストラックあり）と短く、ライブでもこのアルバムから選ばれる曲は数多い。また、アルバムジャケットもかなり細かく書き込まれており、危険な描写が多数ある。当時は発売元であったレーベルから、「詞の内容が倫理的に問題が多い」との理由で一時期発売が危ぶまれたが、別のレーベルから発売された。
「このアルバムを作ったとき、あまりにも強烈だからみんなには分からないだろうと思った。」と、ケリー・キングは振り返っている。2005年にはライブでの全曲演奏をDVD化した「STILL REIGNING」が発売された。特にラストでは演奏中に「血の雨」が降りしきる中、メンバーが「血まみれ」の演奏を繰り広げるシーンが収録されている。
なおアナログ盤においては、10トラック目の「レイニング・ブラッド - RAINING BLOOD - 」の楽曲終了後レコードの収録時間一杯まで雨の音のエフェクトが続くようになっていたが、このエフェクトはリマスターの際、50秒強までカットされた。

## 収録曲
| #   | タイトル                                                | 作詞               | 作曲               |
| --- | ------------------------------------------------------- | ------------------ | ------------------ |
| 1.  | 「エンジェル・オブ・デス - ANGEL OF DEATH」             | ジェフ・ハンネマン | ハンネマン         |
| 2.  | 「ピース・バイ・ピース - PIECE BY PIECE」               | ケリー・キング     | キング             |
| 3.  | 「ネクロフォビック - NECROPHOBIC」                      | キング             | ハンネマン         |
| 4.  | 「アルター・オブ・サクリファイス - ALTAR OF SACRIFICE」 | キング             | ハンネマン, キング |
| 5.  | 「ジーザス・セイヴス - JESUS SAVES」                    | キング             | ハンネマン, キング |
| 6.  | 「クリミナリー・インセイン - CRIMINALLY INSANE」        | ハンネマン, キング | ハンネマン, キング |
| 7.  | 「リボーン - REBORN」                                   | キング             | ハンネマン         |
| 8.  | 「エピデミック - EPIDEMIC」                             | キング             | ハンネマン, キング |
| 9.  | 「ポストモーテム - POSTMORTEM」                         | ハンネマン         | ハンネマン         |
| 10. | 「レイニング・ブラッド - RAINING BLOOD」                | ハンネマン, キング | ハンネマン         |

1. アグレッシブ・パーフェクター - AGGRESSIVE PERFECTOR（リマスター盤収録曲）
2. クリミナリー・インセイン（リミックス） - CRIMINALLY INSANE (REMIX) （リマスター盤収録曲）